# たまきはる
たまきはる（発音：たまきわる）とは
- 枕詞のひとつ。「命」、「いく世」などにかかる。
- 女流日記文学。本項で記す。

たまきはるは、鎌倉時代初期成立の女流日記文学。筆者は健御前（建春門院中納言）。

## 概要
原題名はなく、冒頭の和歌から『たまきはる』と仮題される。あるいは作者名から『建春門院中納言日記』または『健御前日記』『健寿御前日記（健壽御前日記）』と呼ばれる。また、日記ではないとする立場から『建春門院中納言の記』『健寿御前の記』等とされることもある。
日記文学に分類されるが日々の日記ではなく老後（作者60歳ごろ）の回想録であり、内容は平安時代末期から鎌倉時代初期にわたるが、その大半は建春門院に仕えた平安時代の宮廷生活の追憶である。

## 写本
本書は写本がほとんど存在せず、長く知られることがなかった。わずかに現存する写本（金沢文庫第三代・金沢北条貞顕の書写）にも複数の者の注釈が書き込まれており、成立過程に未詳の点が多い。九州久留米藩の津慈氏をへて、同藩家老であった有馬守居の頃、有馬家の所蔵に帰したものと思われる。以後有馬家の血縁者によって伝えられた。1933年（昭和8年）重要美術品に認定され、1936年（昭和11年）、当時の国宝（いわゆる旧国宝）に指定された。1950年（昭和25年）の文化財保護法施行にともない重要文化財となっている（指定名称は「建春門院中納言記」）。第二次世界大戦時に当時の所有者であった有馬秀雄（政治家・実業家）から金沢文庫に寄託され、1999年に同人の孫から神奈川県立金沢文庫に寄贈された。

## 構成・内容
作者の口述を養女の禅尼（春華門院右衛門督）に筆記させ、それを作者自身がまとめたものが主体である。その後、作者が採用しなかった反故を弟の藤原定家がまとめて筆記したものが伝わる。
便宜上、前者を第一部（本編）、後者を第二部（遺文あるいは付編）として分類される。
第一部（本編）
- 序
- 建春門院の御所の時代
- 八条院の御所の時代・春華門院の思い出
- 奥書　（※ここまでが作者の編）
- 識語　（※定家の追記）

第二部（遺文あるいは付編）　（※定家の編）

## 特質
鎌倉初期、作者の最晩年になってこうした回想録を作ることとなった動機は、華美な平安時代の御所の有りようを知らない若い女房たちに当時の話をせがまれることが多いからであったことが序段に記されている。
そのため女房の名寄せ、宮廷行事の進行、平安当時の服飾等について詳細に記されている。